# Skilanglauf-Alpencup 2015/16
Der Skilanglauf-Alpencup 2015/16 war eine von der FIS organisierte Wettkampfserie, die zum Unterbau des Skilanglauf-Weltcups 2015/16 gehörte. Sie begann am 12. Dezember 2015 in Prémanon und endete am 13. März 2016 mit einem Etappenrennen in Toblach. Die Gesamtwertung der Männer gewann Giandomenico Salvadori; bei den Frauen war Julia Belger erfolgreich.

## Männer

### Resultate
| 1. Alpencup in Prémanon, 12. bis 13. Dezember 2015 | 1. Alpencup in Prémanon, 12. bis 13. Dezember 2015 | 1. Alpencup in Prémanon, 12. bis 13. Dezember 2015 | 1. Alpencup in Prémanon, 12. bis 13. Dezember 2015 | 1. Alpencup in Prémanon, 12. bis 13. Dezember 2015 |
| -------------------------------------------------- | -------------------------------------------------- | -------------------------------------------------- | -------------------------------------------------- | -------------------------------------------------- |
| Datum                                              | Disziplin                                          | Erster Platz                                       | Zweiter Platz                                      | Dritter Platz                                      |
| 12. Dezember 2015                                  | 15 km Freistil                                     | Giandomenico Salvadori                             | Alexander Bessmertnych                             | Valentin Chauvin                                   |
| 13. Dezember 2015                                  | 15 km klassisch                                    | Alexander Bessmertnych                             | Giandomenico Salvadori                             | Lucas Bögl                                         |

| 2. Alpencup in Hochfilzen, 1 18. bis 20. Dezember 2015 | 2. Alpencup in Hochfilzen, 1 18. bis 20. Dezember 2015 | 2. Alpencup in Hochfilzen, 1 18. bis 20. Dezember 2015 | 2. Alpencup in Hochfilzen, 1 18. bis 20. Dezember 2015 | 2. Alpencup in Hochfilzen, 1 18. bis 20. Dezember 2015 |
| ------------------------------------------------------ | ------------------------------------------------------ | ------------------------------------------------------ | ------------------------------------------------------ | ------------------------------------------------------ |
| Datum                                                  | Disziplin                                              | Erster Platz                                           | Zweiter Platz                                          | Dritter Platz                                          |
| 18. Dezember 2015                                      | 1,4 km Sprint Freistil                                 | Nikita Krjukow                                         | Alexander Wolz                                         | Michail Dewjatjarow                                    |
| 19. Dezember 2015                                      | 15 km Freistil                                         | Giandomenico Salvadori                                 | Ivan Perrillat Boiteux                                 | Andy Kühne                                             |
| 20. Dezember 2015                                      | 15 km klassisch 2                                      | Jewgeni Dementjew                                      | Wesselin Zinsow                                        | Thomas Wick                                            |

| 3. Alpencup in Planica, 8. bis 10. Januar 2016 | 3. Alpencup in Planica, 8. bis 10. Januar 2016 | 3. Alpencup in Planica, 8. bis 10. Januar 2016 | 3. Alpencup in Planica, 8. bis 10. Januar 2016 | 3. Alpencup in Planica, 8. bis 10. Januar 2016 |
| ---------------------------------------------- | ---------------------------------------------- | ---------------------------------------------- | ---------------------------------------------- | ---------------------------------------------- |
| Datum                                          | Disziplin                                      | Erster Platz                                   | Zweiter Platz                                  | Dritter Platz                                  |
| 8. Januar 2016                                 | 1,4 km Sprint Freistil                         | Baptiste Gros                                  | Gleb Retiwych                                  | Renaud Jay                                     |
| 9. Januar 2016                                 | 15 km klassisch                                | Alexis Jeannerod                               | Richard Jouve                                  | Graeme Killick                                 |
| 10. Januar 2016                                | 15 km Freistil 3                               | Clément Parisse                                | Valentin Chauvin                               | Paolo Fanton                                   |

| 4. Alpencup in Campra, 5. bis 7. Februar 2016 | 4. Alpencup in Campra, 5. bis 7. Februar 2016 | 4. Alpencup in Campra, 5. bis 7. Februar 2016 | 4. Alpencup in Campra, 5. bis 7. Februar 2016 | 4. Alpencup in Campra, 5. bis 7. Februar 2016 |
| --------------------------------------------- | --------------------------------------------- | --------------------------------------------- | --------------------------------------------- | --------------------------------------------- |
| Datum                                         | Disziplin                                     | Erster Platz                                  | Zweiter Platz                                 | Dritter Platz                                 |
| 5. Februar 2016                               | 1,4 km Sprint klassisch                       | Giandomenico Salvadori                        | Sebastiano Pellegrin                          | Jöri Kindschi                                 |
| 6. Februar 2016                               | 15 km Freistil                                | Roman Furger                                  | Curdin Perl                                   | Giandomenico Salvadori                        |
| 7. Februar 2016                               | 15 km Verfolgung klassisch                    | Giandomenico Salvadori                        | Paul Constantin Pepene                        | Mattia Pellegrin                              |

| 5. Alpencup am Arber, 3 5. bis 6. März 2016 | 5. Alpencup am Arber, 3 5. bis 6. März 2016 | 5. Alpencup am Arber, 3 5. bis 6. März 2016 | 5. Alpencup am Arber, 3 5. bis 6. März 2016 | 5. Alpencup am Arber, 3 5. bis 6. März 2016 |
| ------------------------------------------- | ------------------------------------------- | ------------------------------------------- | ------------------------------------------- | ------------------------------------------- |
| Datum                                       | Disziplin                                   | Erster Platz                                | Zweiter Platz                               | Dritter Platz                               |
| 5. März 2016                                | 15 km klassisch                             | Jason Rüesch                                | Alexandre Pouyé                             | Philipp Hälg                                |
| 6. März 2016                                | 30 km Freistil Massenstart                  | Toni Livers                                 | Adrien Backscheider                         | Clément Parisse Jason Rüesch                |

| 6. Alpencup in Toblach, 11. bis 13. März 2016 (Mini-Tour; halbe Punkte für die ersten beiden Etappen, keine Punkte für Schlussetappe) | 6. Alpencup in Toblach, 11. bis 13. März 2016 (Mini-Tour; halbe Punkte für die ersten beiden Etappen, keine Punkte für Schlussetappe) | 6. Alpencup in Toblach, 11. bis 13. März 2016 (Mini-Tour; halbe Punkte für die ersten beiden Etappen, keine Punkte für Schlussetappe) | 6. Alpencup in Toblach, 11. bis 13. März 2016 (Mini-Tour; halbe Punkte für die ersten beiden Etappen, keine Punkte für Schlussetappe) | 6. Alpencup in Toblach, 11. bis 13. März 2016 (Mini-Tour; halbe Punkte für die ersten beiden Etappen, keine Punkte für Schlussetappe) |
| --- | --- | --- | --- | --- |
| Datum | Disziplin | Erster Platz | Zweiter Platz | Dritter Platz |
| 11. März 2016 | 3,3 km Prolog Freistil | Ueli Schnider | Roland Clara | Clément Parisse |
| 12. März 2016 | 15 km klassisch | Ueli Schnider | Roland Clara | Aleš Razým |
| 13. März 2016 | 15 km Verfolgung Freistil | Florian Notz | Enrico Nizzi | Johannes Fabian Kattnig |
| Gesamtwertung (doppelte Punkte) | Gesamtwertung (doppelte Punkte) | Roland Clara | Florian Notz | Damien Tarantola |

### Junioren-Resultate
| Datum             | Austragungsort | Altersklasse | Disziplin                  | Sieger                  | Zweiter             | Dritter            |
| ----------------- | -------------- | ------------ | -------------------------- | ----------------------- | ------------------- | ------------------ |
| 12. Dezember 2015 | Prémanon       | U18/U20      | 10 km Freistil             | Beda Klee               | Jules Lapierre      | Janosch Brugger    |
| 13. Dezember 2015 | Prémanon       | U18/U20      | 15 km klassisch            | Martin Collet           | Beda Klee           | Jules Lapierre     |
| 19. Dezember 2015 | Hochfilzen     | U18          | 10 km Freistil             | Iwan Ljuft              | Andrij Orlyk        | Florian Schwentner |
| 20. Dezember 2015 | Hochfilzen     | U18          | 10 km klassisch            | Andrij Orlyk            | Iwan Ljuft          | Jiri Manek         |
| 18. Dezember 2015 | Hochfilzen     | U20          | Sprint Freistil            | Giacomo Gabrielli       | Michal Novák        | Janez Lampič       |
| 19. Dezember 2015 | Hochfilzen     | U20          | 10 km Freistil             | Michal Novák            | Mikael Abram        | Martin Collet      |
| 20. Dezember 2015 | Hochfilzen     | U20          | 15 km klassisch            | Janosch Brugger         | Michal Novák        | Jules Lapierre     |
| 8. Januar 2016    | Planica        | U20          | Sprint Freistil            | Janez Lampič            | Giacomo Gabrielli   | Mikael Abram       |
| 9. Januar 2016    | Planica        | U20          | 10 km klassisch            | Irineu Esteve Altimiras | Janosch Brugger     | Jules Lapierre     |
| 10. Januar 2016   | Planica        | U20          | 10 km Freistil             | Jules Lapierre          | Michal Novák        | Dominik Bury       |
| 5. Februar 2016   | Campra         | U20          | Sprint klassisch           | Janez Lampič            | Gian Flurin Pfäffli | Livio Matossi      |
| 6. Februar 2016   | Campra         | U20          | 10 km Freistil             | Martin Collet           | Dajan Danuser       | Janosch Brugger    |
| 7. Februar 2016   | Campra         | U20          | 15 km klassisch Verfolgung | Janosch Brugger         | Beda Klee           | Jules Lapierre     |
| 5. März 2016      | Arber          | U18          | 10 km klassisch            | Hugo Lapalus            | Andri Schlittler    | Albert Kuchler     |
| 5. März 2016      | Arber          | U20          | 15 km klassisch            | Dominik Bury            | Jules Lapierre      | Michal Novák       |
| 6. März 2016      | Arber          | U20          | 20 km Freistil Mst.        | Jules Lapierre          | Dominik Bury        | Beda Klee          |
| 11. März 2016     | Toblach        | U20          | 3,3 km Freistil            | Michal Novák            | Janosch Brugger     | Mikael Abram       |
| 12. März 2016     | Toblach        | U20          | 10 km klassisch            | Martin Collet           | Janosch Brugger     | Jules Lapierre     |
| 13. März 2016     | Toblach        | U20          | 15 km Freistil Verfolgung  | Michal Novák            | Jules Lapierre      | Dajan Danuser      |
| 11.–13. März 2016 | Toblach        | U20          | Gesamtwertung Mini-Tour    | Jules Lapierre          | Michal Novák        | Martin Collet      |

### Gesamtwertung Männer
| Rang | Name                   | Punkte |
| ---- | ---------------------- | ------ |
| 1.   | Giandomenico Salvadori | 700    |
| 2.   | Damien Tarantola       | 572    |
| 3.   | Valentin Chauvin       | 510    |
| 4.   | Claudio Muller         | 444    |
| 5.   | Jason Rüesch           | 435    |
| 6.   | Lucas Bögl             | 422    |
| 7.   | Clement Parisse        | 418    |
| 8.   | Thomas Wick            | 391    |
| 9.   | Andy Kühne             | 338    |
| 10.  | Roland Clara           | 292    |
| 11.  | Jean Tiberghien        | 276    |
| 12.  | Alexis Jeannerod       | 270    |
| 12.  | Florian Notz           | 270    |
| 14.  | Sebastiano Pellegrin   | 244    |
| 15.  | Mattia Pellegrin       | 235    |
| 16.  | Paolo Fanton           | 231    |
| 17.  | Mikael Philipot        | 224    |
| 18.  | Paul Goalabre          | 219    |
| 19.  | Adrien Backscheider    | 211    |
| 20.  | Philipp Hälg           | 209    |
| 21.  | Mirco Bertolina        | 193    |
| 22.  | Mathias Dheyriat       | 180    |
| 22.  | Daniel Herzog          | 180    |
| 24.  | Alexandre Pouyé        | 177    |
| 25.  | Manuel Perotti         | 175    |
| 25.  | Alexander Wolz         | 175    |
| 27.  | Markus Weeger          | 168    |
| 28.  | Stefan Zelger          | 151    |
| 29.  | Jöri Kindschi          | 143    |
| 30.  | Ueli Schnider          | 142    |
| 31.  | Richard Jouve          | 140    |
| 32.  | Livio Bieler           | 132    |

| Rang | Name                   | Punkte |
| ---- | ---------------------- | ------ |
| 33.  | Ivan Perrillat Boiteux | 130    |
| 34.  | Marius Danuser         | 116    |
| 35.  | Louis Schwartz         | 111    |
| 36.  | Miha Šimenc            | 101    |
| 37.  | Roman Furger           | 100    |
| 37.  | Baptiste Gros          | 100    |
| 37.  | Toni Livers            | 100    |
| 40.  | Fabio Clementi         | 95     |
| 41.  | Renaud Jay             | 93     |
| 42.  | Fabio Lechner          | 92     |
| 43.  | Francois Vierin        | 90     |
| 44.  | Erwan Käser            | 88     |
| 44.  | Enrico Nizzi           | 88     |
| 46.  | Cédric Steiner         | 85     |
| 47.  | Curdin Perl            | 80     |
| 48.  | Luca Orlandi           | 79     |
| 49.  | Sergio Rigoni          | 77     |
| 50.  | Clement Arnault        | 70     |
| 50.  | Fabian Schaad          | 70     |
| 52.  | Stefano Gardener       | 69     |
| 53.  | Marius Cebulla         | 68     |
| 53.  | Corsin Hösli           | 68     |
| 53.  | Candide Pralong        | 68     |
| 56.  | Niklas Liederer        | 67     |
| 56.  | Imanol Rojo            | 67     |
| 58.  | Fulvio Scola           | 64     |
| 59.  | Giacomo Bassetti       | 56     |
| 60.  | Linard Kindschi        | 52     |
| 61.  | Kevin Plessnitzer      | 51     |
| 62.  | Lucas Chanavat         | 50     |
| 62.  | Fabio Pasini           | 50     |
| 64.  | Roman Schaad           | 49     |

| Rang | Name                    | Punkte |
| ---- | ----------------------- | ------ |
| 65.  | Marco Cappelletti       | 43     |
| 65.  | Thomas Hauber           | 43     |
| 67.  | Luis Stadlober          | 40     |
| 68.  | Mathias Wibault         | 34     |
| 69.  | Marco Milde             | 31     |
| 70.  | Bostjan Klavzar         | 27     |
| 71.  | Max Hauke               | 24     |
| 72.  | Tobias Habenicht        | 23     |
| 73.  | Victor Roguet           | 22     |
| 74.  | Markus Bader            | 19     |
| 75.  | Maicol Rastelli         | 18     |
| 76.  | Gerard Agnellet         | 16     |
| 77.  | Nicolas Berthet         | 14     |
| 77.  | Alessandro Pittin       | 14     |
| 77.  | Samuel Rege Gianasso    | 14     |
| 80.  | Matthias Inniger        | 13     |
| 81.  | Lukas Gross             | 12     |
| 82.  | Alexander Gotthalmseder | 11     |
| 82.  | Johannes Fabian Kattnig | 11     |
| 82.  | Matteo Tanel            | 11     |
| 85.  | Josef Wenzl             | 10     |
| 86.  | Johannes Bähr           | 8      |
| 86.  | Alan Martinelli         | 8      |
| 86.  | Jeremie Millereau       | 8      |
| 89.  | Simon Kugler            | 6      |
| 89.  | Simone Romani           | 6      |
| 91.  | Luka Prosen             | 5      |
| 91.  | Josua Strübel           | 5      |
| 93.  | Romain Jacquier         | 4      |
| 94.  | Arnaud Guyon            | 3      |
| 95.  | Matteo Andreola         | 1      |
| 95.  | Reto Hammer             | 1      |

| Endstand (Top 10) |                   |        |
| \| Rang \| Name \| Punkte \| \| ---- \| ----------------- \| ------ \| \| 01 \| Jules Lapierre \| 1085 \| \| 02 \| Martin Collet \| 0953 \| \| 03 \| Janosch Brugger \| 0854 \| \| 04 \| Beda Klee \| 0786 \| \| 05 \| Mikael Abram \| 0695 \| \| 06 \| Giacomo Gabrielli \| 0514 \| \| 07 \| Janez Lampič \| 0450 \| \| 08 \| Dajan Danuser \| 0414 \| \| 09 \| Paolo Ventura \| 0406 \| \| 10 \| Marino Capelli \| 0399 \| |                   |        |
| Rang | Name              | Punkte |
| 01 | Jules Lapierre    | 1085   |
| 02 | Martin Collet     | 0953   |
| 03 | Janosch Brugger   | 0854   |
| 04 | Beda Klee         | 0786   |
| 05 | Mikael Abram      | 0695   |
| 06 | Giacomo Gabrielli | 0514   |
| 07 | Janez Lampič      | 0450   |
| 08 | Dajan Danuser     | 0414   |
| 09 | Paolo Ventura     | 0406   |
| 10 | Marino Capelli    | 0399   |

## Frauen

### Resultate
| 1. Alpencup in Prémanon, 12. bis 13. Dezember 2015 | 1. Alpencup in Prémanon, 12. bis 13. Dezember 2015 | 1. Alpencup in Prémanon, 12. bis 13. Dezember 2015 | 1. Alpencup in Prémanon, 12. bis 13. Dezember 2015 | 1. Alpencup in Prémanon, 12. bis 13. Dezember 2015 |
| -------------------------------------------------- | -------------------------------------------------- | -------------------------------------------------- | -------------------------------------------------- | -------------------------------------------------- |
| Datum                                              | Disziplin                                          | Erster Platz                                       | Zweiter Platz                                      | Dritter Platz                                      |
| 12. Dezember 2015                                  | 10 km Freistil                                     | Nathalie Schwarz                                   | Giulia Stürz                                       | Marion Buillet                                     |
| 13. Dezember 2015                                  | 10 km klassisch                                    | Julia Belger                                       | Theresa Eichhorn                                   | Nathalie Schwarz                                   |

| 2. Alpencup in Hochfilzen, 4 18. bis 20. Dezember 2015 | 2. Alpencup in Hochfilzen, 4 18. bis 20. Dezember 2015 | 2. Alpencup in Hochfilzen, 4 18. bis 20. Dezember 2015 | 2. Alpencup in Hochfilzen, 4 18. bis 20. Dezember 2015 | 2. Alpencup in Hochfilzen, 4 18. bis 20. Dezember 2015 |
| ------------------------------------------------------ | ------------------------------------------------------ | ------------------------------------------------------ | ------------------------------------------------------ | ------------------------------------------------------ |
| Datum                                                  | Disziplin                                              | Erster Platz                                           | Zweiter Platz                                          | Dritter Platz                                          |
| 18. Dezember 2015                                      | 1,2 km Sprint Freistil                                 | Anne Winkler                                           | Laura Gimmler                                          | Marion Buillet                                         |
| 19. Dezember 2015                                      | 10 km Freistil                                         | Coraline Thomas Hugue                                  | Debora Agreiter                                        | Anouk Faivre Picon                                     |
| 20. Dezember 2015                                      | 10 km klassisch 5                                      | Anouk Faivre Picon                                     | Kateřina Smutná                                        | Julia Belger                                           |

| 3. Alpencup in Planica, 8. bis 10. Januar 2016 | 3. Alpencup in Planica, 8. bis 10. Januar 2016 | 3. Alpencup in Planica, 8. bis 10. Januar 2016 | 3. Alpencup in Planica, 8. bis 10. Januar 2016 | 3. Alpencup in Planica, 8. bis 10. Januar 2016 |
| ---------------------------------------------- | ---------------------------------------------- | ---------------------------------------------- | ---------------------------------------------- | ---------------------------------------------- |
| Datum                                          | Disziplin                                      | Erster Platz                                   | Zweiter Platz                                  | Dritter Platz                                  |
| 8. Januar 2016                                 | 1,2 km Sprint Freistil                         | Vesna Fabjan                                   | Gaia Vuerich                                   | Greta Laurent                                  |
| 9. Januar 2016                                 | 10 km klassisch                                | Victoria Carl                                  | Julia Belger                                   | Emily Nishikawa                                |
| 10. Januar 2016                                | 10 km Freistil                                 | Giulia Stürz                                   | Caterina Ganz                                  | Emily Nishikawa                                |

| 4. Alpencup in Campra, 5. bis 7. Februar 2016 | 4. Alpencup in Campra, 5. bis 7. Februar 2016 | 4. Alpencup in Campra, 5. bis 7. Februar 2016 | 4. Alpencup in Campra, 5. bis 7. Februar 2016 | 4. Alpencup in Campra, 5. bis 7. Februar 2016 |
| --------------------------------------------- | --------------------------------------------- | --------------------------------------------- | --------------------------------------------- | --------------------------------------------- |
| Datum                                         | Disziplin                                     | Erster Platz                                  | Zweiter Platz                                 | Dritter Platz                                 |
| 5. Februar 2016                               | 1,2 km Sprint klassisch                       | Tatjana Stiffler                              | Nadine Fähndrich                              | Julia Belger                                  |
| 6. Februar 2016                               | 10 km Freistil                                | Monique Siegel                                | Giulia Stürz                                  | Debora Roncari                                |
| 7. Februar 2016                               | 10 km Verfolgung klassisch                    | Laura Gimmler                                 | Theresa Eichhorn                              | Sofie Krehl                                   |

| 5. Alpencup am Arber, 6 5. bis 6. März 2016 | 5. Alpencup am Arber, 6 5. bis 6. März 2016 | 5. Alpencup am Arber, 6 5. bis 6. März 2016 | 5. Alpencup am Arber, 6 5. bis 6. März 2016 | 5. Alpencup am Arber, 6 5. bis 6. März 2016 |
| ------------------------------------------- | ------------------------------------------- | ------------------------------------------- | ------------------------------------------- | ------------------------------------------- |
| Datum                                       | Disziplin                                   | Erster Platz                                | Zweiter Platz                               | Dritter Platz                               |
| 5. März 2016                                | 10 km klassisch                             | Lucia Scardoni                              | Julia Belger                                | Monique Siegel                              |
| 6. März 2016                                | 15 km Freistil Massenstart                  | Monique Siegel                              | Debora Agreiter                             | Lea Einfalt                                 |

| 6. Alpencup in Toblach, 11. bis 13. März 2016 (Mini-Tour; halbe Punkte für die ersten beiden Etappen, keine Punkte für Schlussetappe) | 6. Alpencup in Toblach, 11. bis 13. März 2016 (Mini-Tour; halbe Punkte für die ersten beiden Etappen, keine Punkte für Schlussetappe) | 6. Alpencup in Toblach, 11. bis 13. März 2016 (Mini-Tour; halbe Punkte für die ersten beiden Etappen, keine Punkte für Schlussetappe) | 6. Alpencup in Toblach, 11. bis 13. März 2016 (Mini-Tour; halbe Punkte für die ersten beiden Etappen, keine Punkte für Schlussetappe) | 6. Alpencup in Toblach, 11. bis 13. März 2016 (Mini-Tour; halbe Punkte für die ersten beiden Etappen, keine Punkte für Schlussetappe) |
| --- | --- | --- | --- | --- |
| Datum | Disziplin | Erster Platz | Zweiter Platz | Dritter Platz |
| 11. März 2016 | 2,5 km Prolog Freistil | Nadine Fähndrich | Elisabeth Schicho | Ilaria Debertolis |
| 12. März 2016 | 10 km klassisch | Elisabeth Schicho | Monique Siegel | Julia Belger |
| 13. März 2016 | 10 km Verfolgung Freistil | Nadine Fähndrich | Ilaria Debertolis | Lea Einfalt |
| Gesamtwertung (doppelte Punkte) | Gesamtwertung (doppelte Punkte) | Monique Siegel | Julia Belger | Lucia Scardoni |

### Juniorinnen-Resultate
| Datum             | Austragungsort | Altersklasse | Disziplin                  | Sieger           | Zweiter               | Dritter               |
| ----------------- | -------------- | ------------ | -------------------------- | ---------------- | --------------------- | --------------------- |
| 12. Dezember 2015 | Prémanon       | U18/U20      | 5 km Freistil              | Lydia Hiernickel | Katharina Hennig      | Coletta Rydzek        |
| 13. Dezember 2015 | Prémanon       | U18/U20      | 10 km klassisch            | Katharina Hennig | Antonia Fräbel        | Lydia Hiernickel      |
| 19. Dezember 2015 | Hochfilzen     | U18          | 5 km Freistil              | Anja Mandeljc    | Anschelika Tarassowa  | Barbora Havlíčková    |
| 20. Dezember 2015 | Hochfilzen     | U18          | 7,5 km klassisch           | Anja Mandeljc    | Barbora Havlíčková    | Anschelika Tarassowa  |
| 18. Dezember 2015 | Hochfilzen     | U20          | Sprint Freistil            | Coletta Rydzek   | Anita Klemenčič       | Alina Meier           |
| 19. Dezember 2015 | Hochfilzen     | U20          | 5 km Freistil              | Katharina Hennig | Antonia Fräbel        | Delphine Claudel      |
| 20. Dezember 2015 | Hochfilzen     | U20          | 10 km klassisch            | Katharina Hennig | Lydia Hiernickel      | Antonia Fräbel        |
| 8. Januar 2016    | Planica        | U20          | Sprint Freistil            | Antonia Fräbel   | Lydia Hiernickel      | Coletta Rydzek        |
| 9. Januar 2016    | Planica        | U20          | 5 km klassisch             | Katharina Hennig | Lydia Hiernickel      | Antonia Fräbel        |
| 10. Januar 2016   | Planica        | U20          | 5 km Freistil              | Katharina Hennig | Laura Chamiot Maitral | Lydia Hiernickel      |
| 5. Februar 2016   | Campra         | U20          | Sprint klassisch           | Katharina Hennig | Coletta Rydzek        | Lydia Hiernickel      |
| 6. Februar 2016   | Campra         | U20          | 7,5 km Freistil            | Katharina Hennig | Lydia Hiernickel      | Laura Chamiot Maitral |
| 7. Februar 2016   | Campra         | U20          | 10 km klassisch Verfolgung | Lydia Hiernickel | Laura Chamiot Maitral | Anna Comarella        |
| 5. März 2016      | Arber          | U18          | 7,5 km klassisch           | Désirée Steiner  | Selina Pfäffli        | Celine Mayer          |
| 5. März 2016      | Arber          | U20          | 5 km klassisch             | Antonia Fräbel   | Lydia Hiernickel      | Delphine Claudel      |
| 6. März 2016      | Arber          | U20          | 15 km Freistil Mst.        | Antonia Fräbel   | Lydia Hiernickel      | Julia Kern            |
| 11. März 2016     | Toblach        | U20          | 2,5 km Freistil            | Katharina Hennig | Delphine Claudel      | Anna Comarella        |
| 12. März 2016     | Toblach        | U20          | 5 km klassisch             | Katharina Hennig | Anna Comarella        | Julia Kern            |
| 13. März 2016     | Toblach        | U20          | 10 km Freistil Verfolgung  | Lydia Hiernickel | Julia Kern            | Katharina Hennig      |
| 11.–13. März 2016 | Toblach        | U20          | Gesamtwertung Mini-Tour    | Katharina Hennig | Julia Kern            | Anna Comarella        |

### Gesamtwertung Frauen
| Rang | Name              | Punkte |
| ---- | ----------------- | ------ |
| 1.   | Julia Belger      | 869    |
| 2.   | Monique Siegel    | 681    |
| 3.   | Laura Gimmler     | 614    |
| 4.   | Giulia Stürz      | 561    |
| 5.   | Theresa Eichhorn  | 525    |
| 6.   | Caterina Ganz     | 488    |
| 7.   | Sofie Krehl       | 481    |
| 8.   | Debora Agreiter   | 398    |
| 9.   | Nadine Fähndrich  | 379    |
| 10.  | Marion Buillet    | 366    |
| 11.  | Lucia Scardoni    | 340    |
| 12.  | Nathalie Schwarz  | 326    |
| 13.  | Debora Roncari    | 308    |
| 14.  | Elisabeth Schicho | 301    |
| 15.  | Pia Fink          | 297    |
| 16.  | Ilaria Debertolis | 263    |
| 17.  | Victoria Carl     | 262    |
| 18.  | Manca Slabanja    | 240    |
| 19   | Lea Einfalt       | 239    |

| Rang | Name                    | Punkte |
| ---- | ----------------------- | ------ |
| 20.  | Tatjana Stiffler        | 230    |
| 20.  | Anne Winkler            | 230    |
| 22.  | Eva Wolf                | 221    |
| 23.  | Anouk Faivre Picon      | 210    |
| 24.  | Lisa Unterweger         | 180    |
| 25.  | Coraline Thomas Hugue   | 161    |
| 26.  | Heidi Widmer            | 147    |
| 27.  | Sara Pellegrini         | 144    |
| 28.  | Eva Urevc               | 123    |
| 29.  | Lea Damiani             | 120    |
| 30.  | Greta Laurent           | 119    |
| 31.  | Nadine Herrmann         | 103    |
| 32.  | Vesna Fabjan            | 100    |
| 33.  | Anja Zavbi Kunaver      | 95     |
| 34.  | Marie Kromer            | 93     |
| 35.  | Gaia Vuerich            | 91     |
| 36.  | Alice Canclini          | 80     |
| 36.  | Kateřina Smutná         | 80     |
| 38.  | Anna Roswitha Seebacher | 77     |

| Rang | Name                   | Punkte |
| ---- | ---------------------- | ------ |
| 39.  | Nika Razinger          | 69     |
| 40.  | Martina Vignaroli      | 66     |
| 41.  | Anamarija Lampič       | 58     |
| 42.  | Barbara Jezeršek       | 52     |
| 42.  | Christa Jäger          | 47     |
| 44.  | Marion Colin           | 46     |
| 45.  | Barbara Jäger          | 38     |
| 46.  | Erica Antoniol         | 37     |
| 47.  | Marie Caroline Godin   | 33     |
| 48.  | Laura Benzoni          | 29     |
| 48.  | Maya Niedersberger     | 29     |
| 50.  | Roxane Lacroix         | 28     |
| 51.  | Constance Vulliet      | 26     |
| 52.  | Marta Cester           | 24     |
| 53.  | Lisa Scheufele         | 23     |
| 54.  | Celine Chopard Lallier | 22     |
| 55.  | Rachel Demangeat       | 17     |
| 56.  | Laurane Sauvage        | 10     |
| 57.  | Sophie Schimpl         | 9      |

| Endstand (Top 10) |                       |        |
| \| Rang \| Name \| Punkte \| \| ---- \| --------------------- \| ------ \| \| 01 \| Katharina Hennig \| 1150 \| \| 02 \| Lydia Hiernickel \| 1075 \| \| 03 \| Antonia Fräbel \| 0696 \| \| 04 \| Delphine Claudel \| 0659 \| \| 05 \| Alina Meier \| 0529 \| \| 06 \| Laura Chamiot Maitral \| 0495 \| \| 07 \| Coletta Rydzek \| 0493 \| \| 08 \| Anna Comarella \| 0480 \| \| 09 \| Julia Richter \| 0462 \| \| 10 \| Ilenia Defrancesco \| 0421 \| |                       |        |
| Rang | Name                  | Punkte |
| 01 | Katharina Hennig      | 1150   |
| 02 | Lydia Hiernickel      | 1075   |
| 03 | Antonia Fräbel        | 0696   |
| 04 | Delphine Claudel      | 0659   |
| 05 | Alina Meier           | 0529   |
| 06 | Laura Chamiot Maitral | 0495   |
| 07 | Coletta Rydzek        | 0493   |
| 08 | Anna Comarella        | 0480   |
| 09 | Julia Richter         | 0462   |
| 10 | Ilenia Defrancesco    | 0421   |